# Jorginho (cầu thủ bóng đá, sinh 1964)
Jorge de Amorim Campos hay Jorginho (sinh ngày 17 tháng 8 năm 1964) là một cầu thủ bóng đá người Brasil.

## Đội tuyển bóng đá quốc gia Brasil
Jorginho thi đấu cho đội tuyển bóng đá quốc gia Brasil từ năm 1987 đến 1995.

## Thống kê sự nghiệp
| Đội tuyển bóng đá Brasil | Đội tuyển bóng đá Brasil | Đội tuyển bóng đá Brasil |
| Năm                      | Trận                     | Bàn                      |
| ------------------------ | ------------------------ | ------------------------ |
| 1987                     | 1                        | 1                        |
| 1988                     | 7                        | 1                        |
| 1989                     | 10                       | 0                        |
| 1990                     | 7                        | 0                        |
| 1991                     | 1                        | 0                        |
| 1992                     | 2                        | 1                        |
| 1993                     | 13                       | 0                        |
| 1994                     | 12                       | 0                        |
| 1995                     | 11                       | 0                        |
| Tổng cộng                | 64                       | 3                        |